# 心斎橋駅
心斎橋駅（しんさいばしえき）は、大阪府大阪市中央区心斎橋筋一丁目にある、大阪市高速電気軌道 (Osaka Metro) の駅である。
御堂筋線と長堀鶴見緑地線が乗り入れるほか、改札内で四つ橋線の四ツ橋駅と連絡する。駅番号は御堂筋線の駅がM19、長堀鶴見緑地線の駅がN15。

## 歴史
- 1933年（昭和8年）5月20日：1号線（現・御堂筋線）の梅田駅（仮） - 心斎橋駅間が開通時に、同線の終着駅として開業。
- 1935年（昭和10年）10月30日：1号線が難波駅まで延伸、途中駅となる。
- 1996年（平成8年）12月11日：長堀鶴見緑地線（旧・鶴見緑地線）が京橋駅から当駅まで延伸、乗換駅となる[1]。同時に四つ橋線四ツ橋駅へも直結[1]。
- 1997年（平成9年）8月29日：長堀鶴見緑地線が大正駅まで延伸[1]。途中駅となる[1]。
- 2010年（平成22年）9月24日：長堀鶴見緑地線ホームの可動式ホーム柵の使用を開始。
- 2015年（平成27年）3月1日：御堂筋線ホームの可動式ホーム柵の使用を開始[2]。
- 2018年（平成30年）4月1日：大阪市交通局の民営化により、所属事業者・管轄が大阪市高速電気軌道 (Osaka Metro) に変更。
- 2023年（令和5年）4月13日：御堂筋線ホームのリニューアル工事完了。

## 駅構造
御堂筋線・長堀鶴見緑地線ともに島式ホーム1面2線を有する地下駅である。戦前に開業した御堂筋線のホームは、淀屋橋駅などと同様にヴォールト構造である。長堀鶴見緑地線ホームの森ノ宮寄りには引き上げ線があり、京セラドーム大阪で野球やイベントが開催された際に運行される当駅止まり・当駅始発の臨時列車の折り返し、最終列車終了後に大正から回送される車両の夜間の留置（翌朝大正へ回送）などに使われる。
近隣の四つ橋線を含め、3線はコの字の形でつながっている。長堀鶴見緑地線ホームの森ノ宮寄りから御堂筋線ホームの梅田寄り、大正寄りから四つ橋線四ツ橋駅の西梅田寄りにつながっている構成である。長堀鶴見緑地線から四ツ橋駅までの間は距離があり、途中には構内および一般通路両方に動く歩道が設置されている。
また、長堀鶴見緑地線は御堂筋線や四つ橋線より下を通っているので、長堀鶴見緑地線心斎橋駅のホームはかなり深い位置にある。
当駅は、本町管区駅に所属し、駅長が配置されており、自駅のみの単駅管理となっている。

### のりば
| 番線                 | 路線           | 行先                         |
| 御堂筋線ホーム       | 御堂筋線ホーム | 御堂筋線ホーム               |
| -------------------- | -------------- | ---------------------------- |
| 1                    | 御堂筋線       | なんば・天王寺・なかもず方面 |
| 2                    | 御堂筋線       | 梅田・新大阪・箕面萱野方面   |
| 長堀鶴見緑地線ホーム |                |                              |
| 1                    | 長堀鶴見緑地線 | 森ノ宮・京橋・門真南方面     |
| 2                    | 長堀鶴見緑地線 | 西長堀・大正方面             |

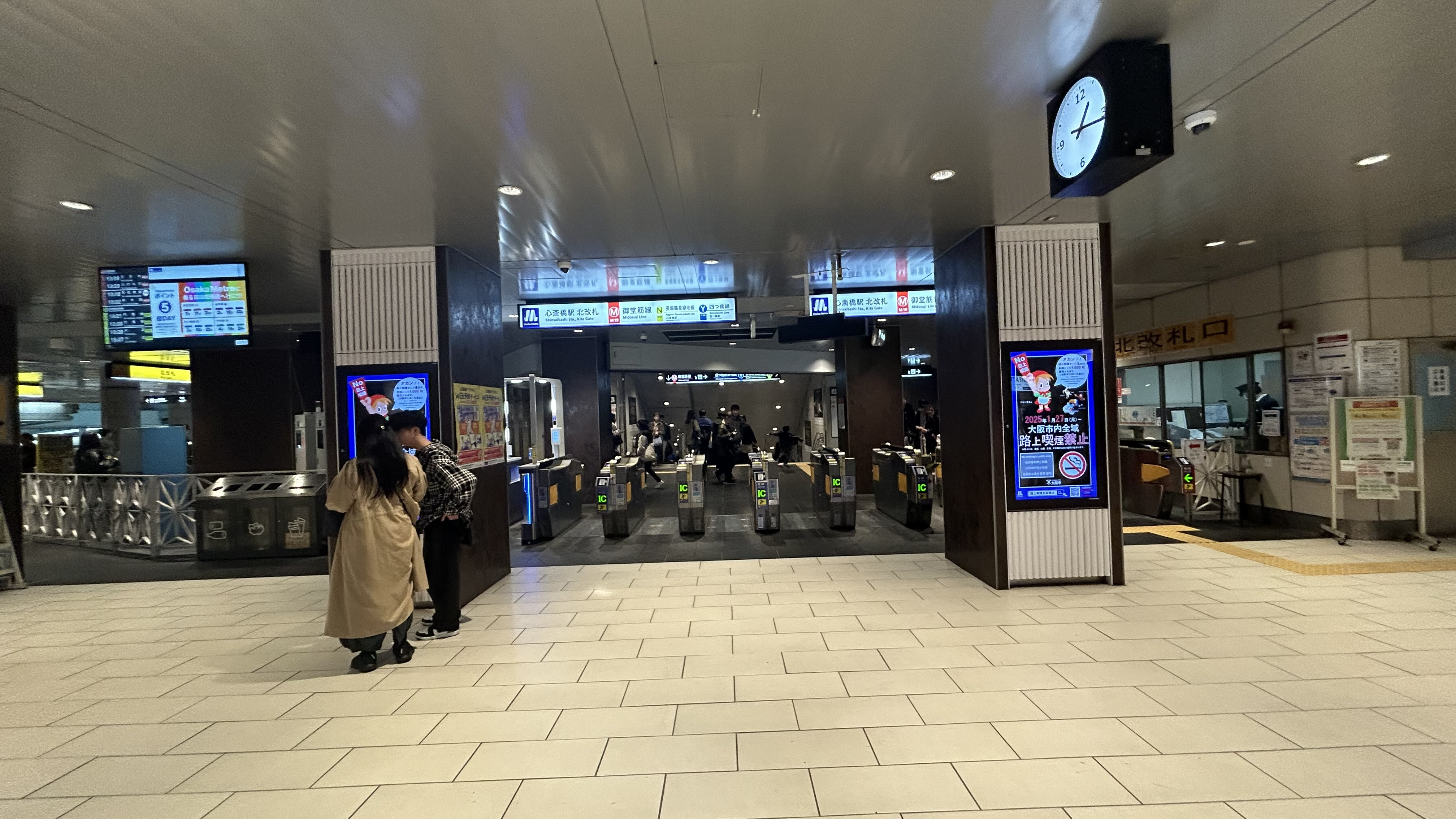
北改札
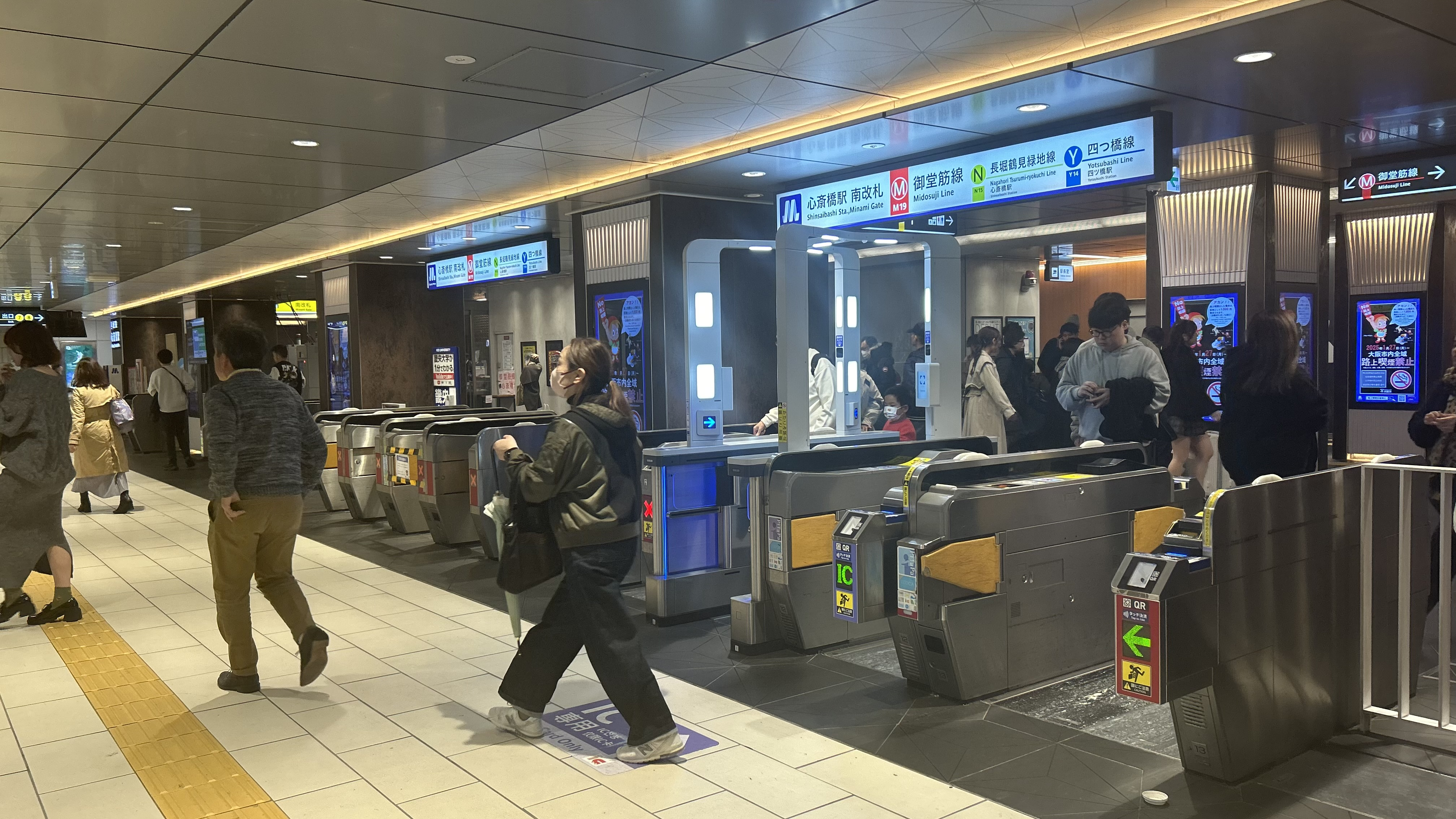
南改札
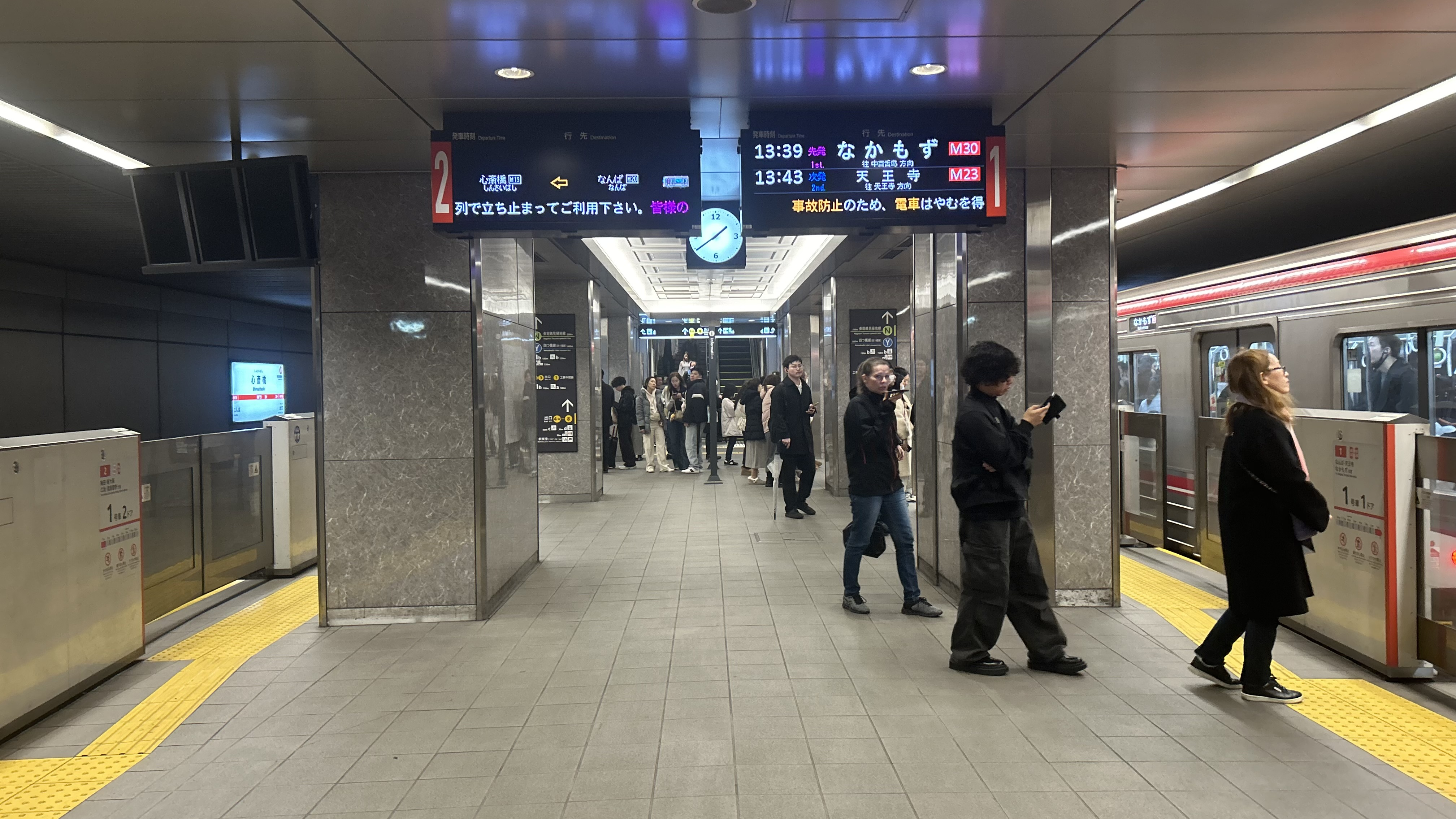
御堂筋線ホーム (別視点から)
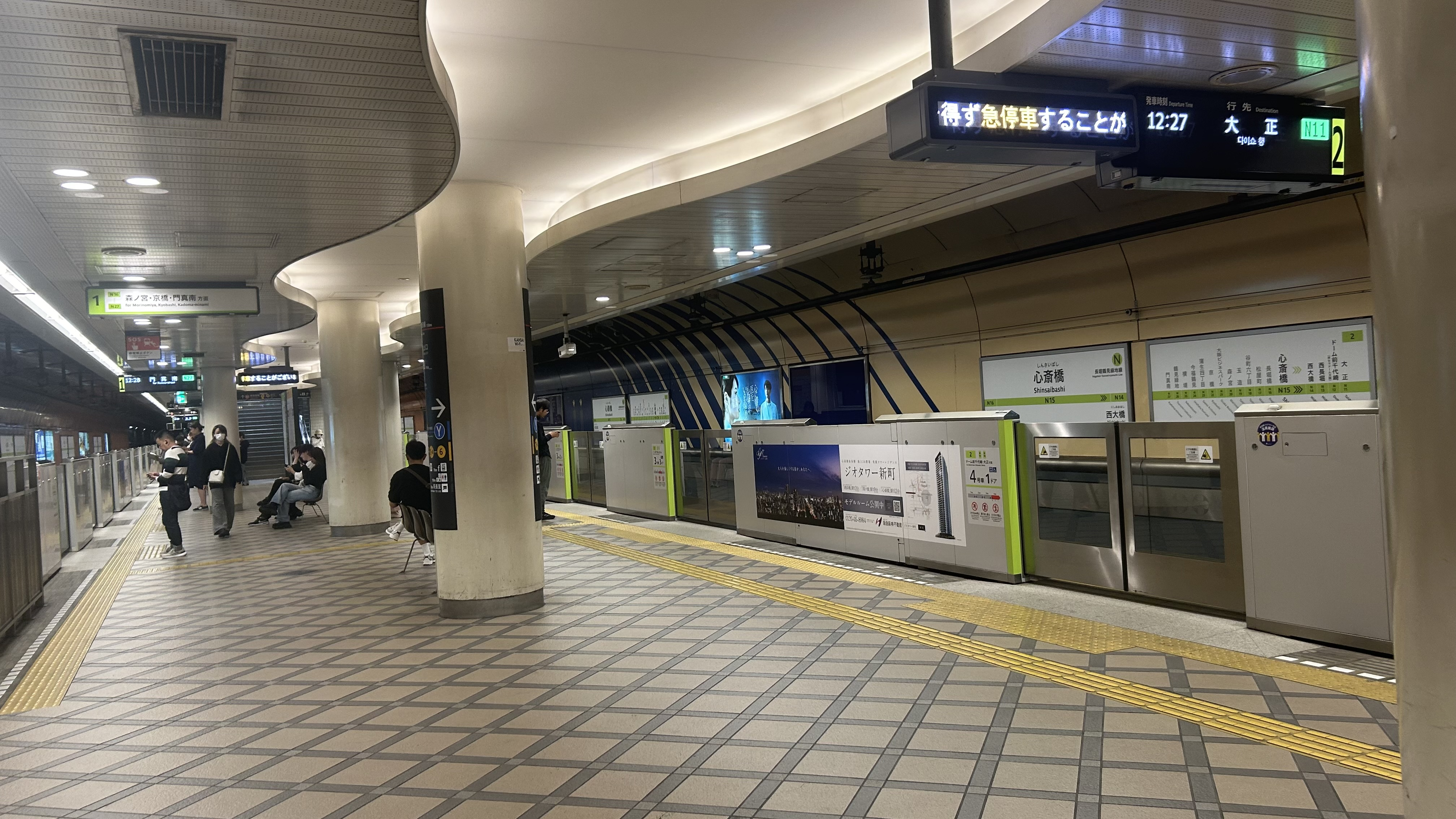
長堀鶴見緑地線ホーム
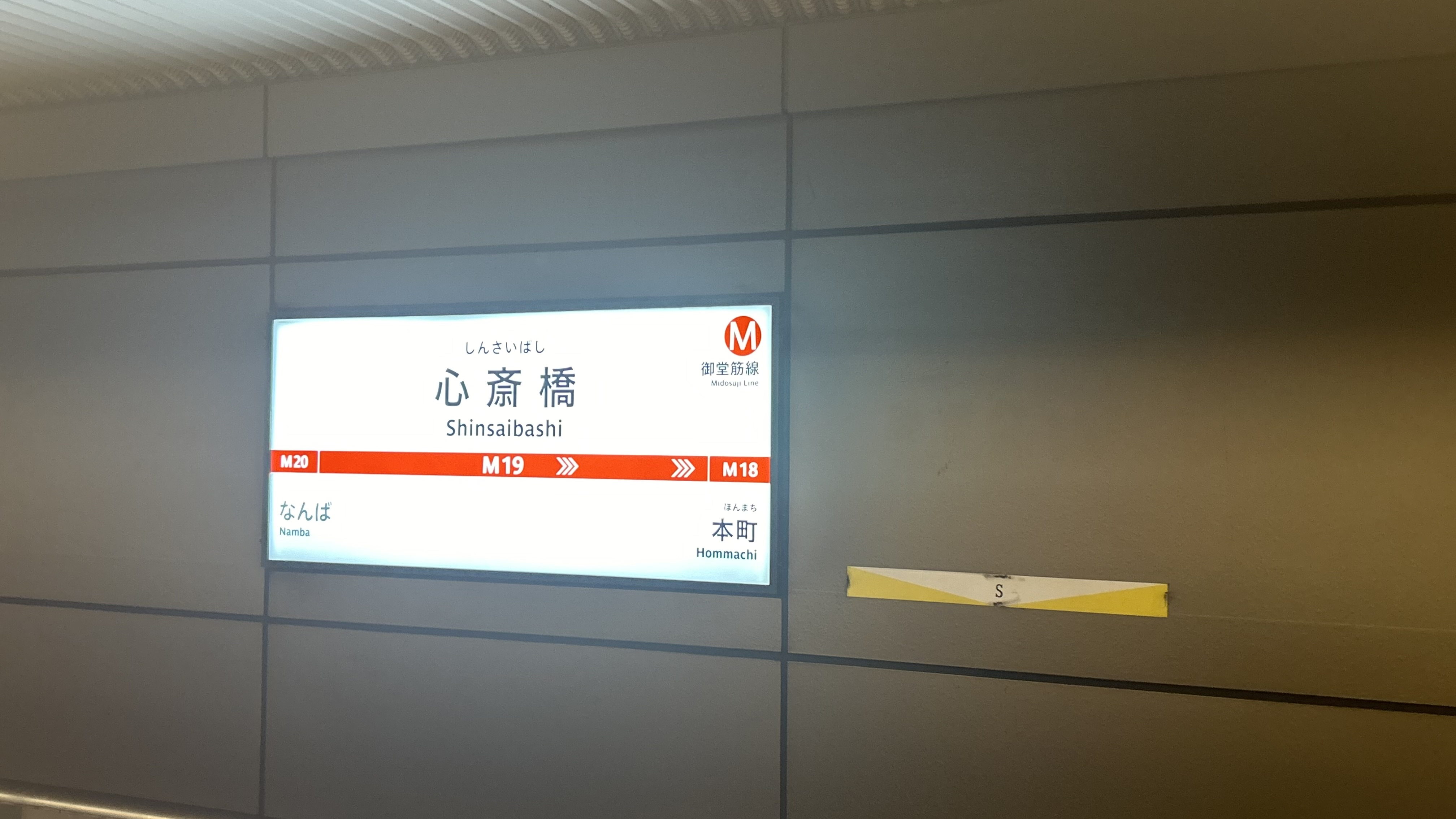
御堂筋線駅名標
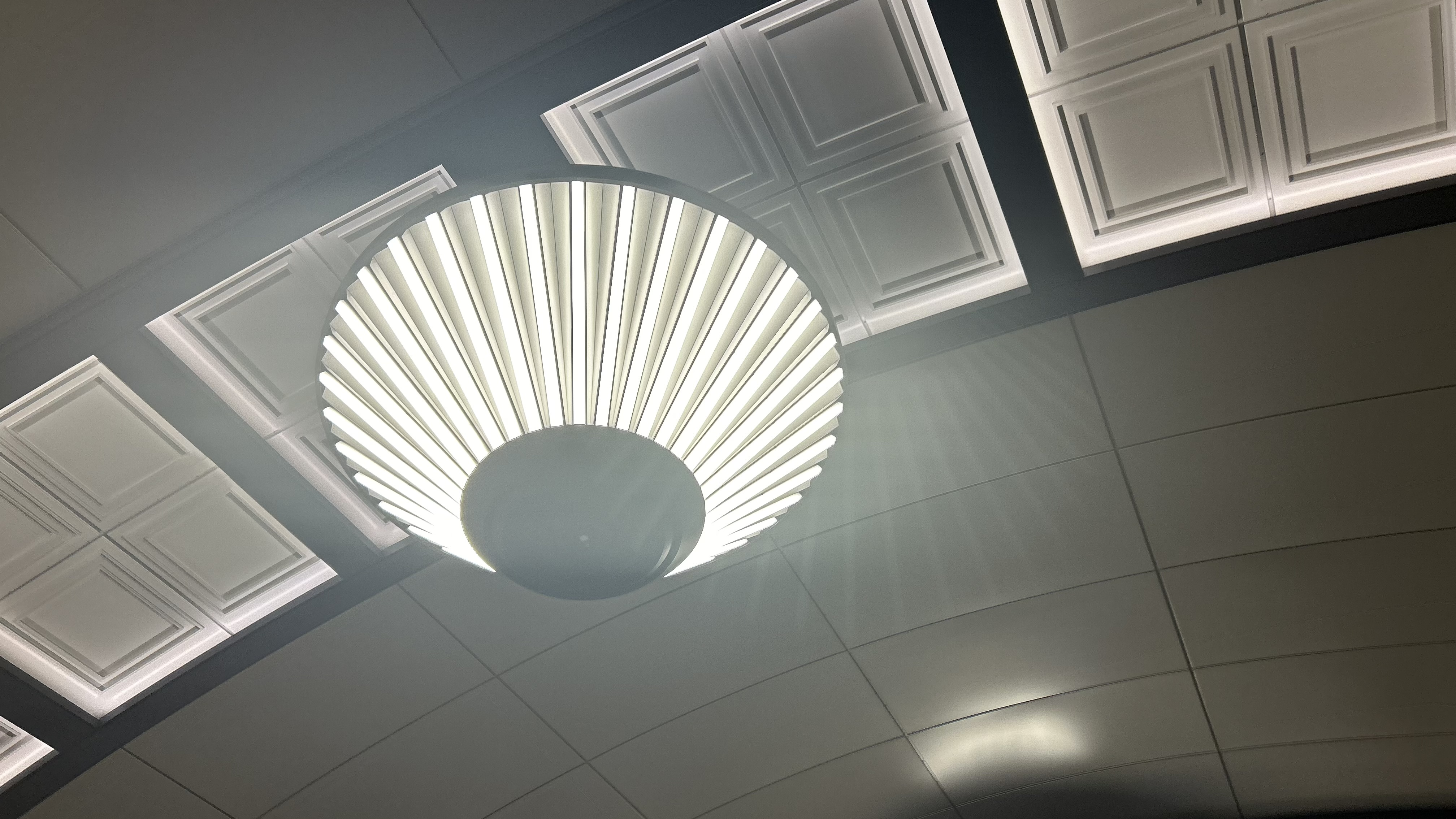
御堂筋線ホーム照明
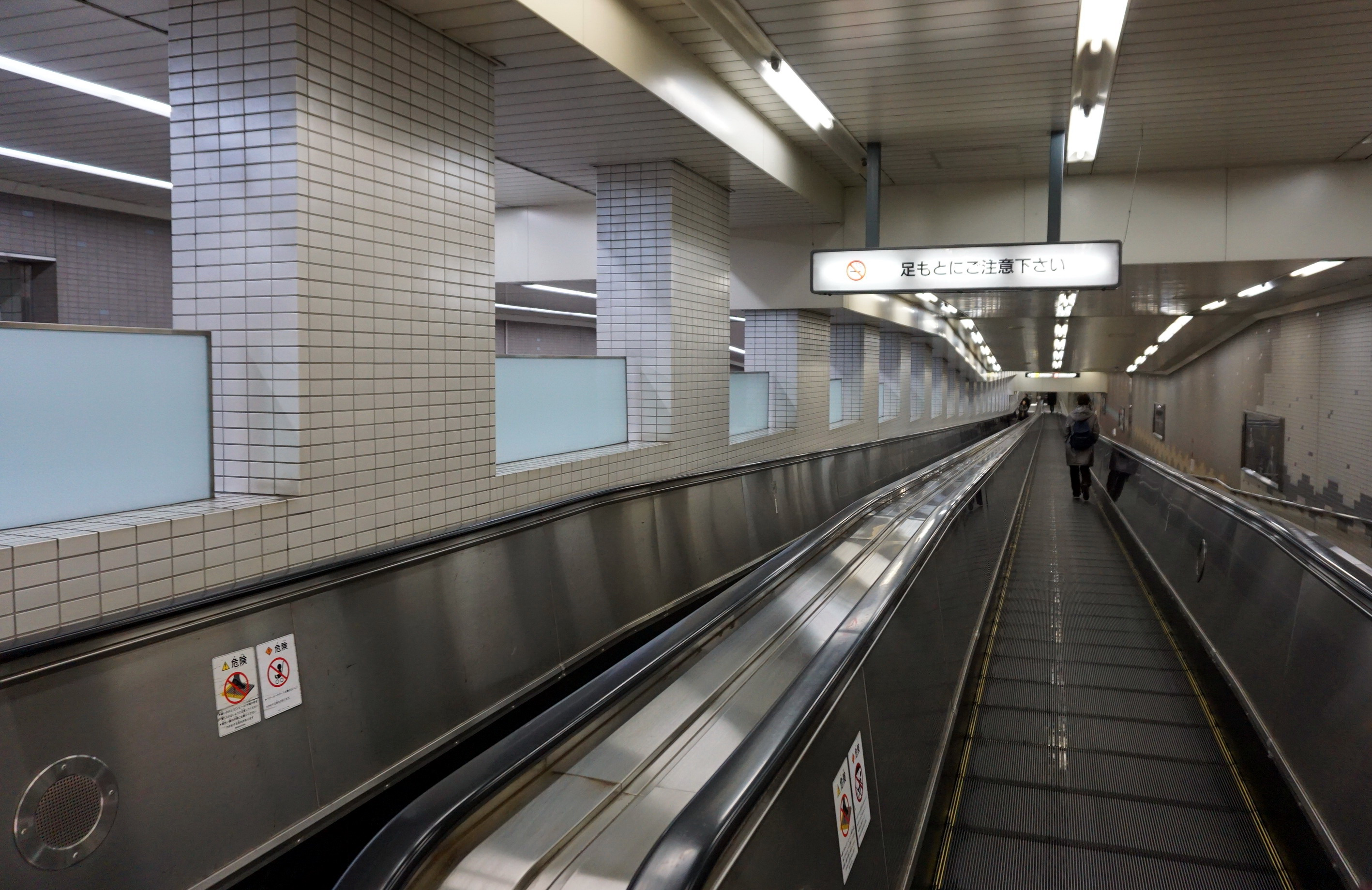
長堀鶴見緑地線ホーム - 四ツ橋駅（四つ橋線）間にある動く歩道

### 駅のデザインテーマ
長堀鶴見緑地線の当駅のデザインテーマは「夕日と心斎橋」に設定されている。御堂筋線との乗り換え通路には、長堀川に架かっていた往時の心斎橋をモチーフとした装飾がなされている。
ただし、長堀鶴見緑地線・御堂筋線とも心斎橋の真下にホームはない。長堀鶴見緑地線ホームは二本西の佐野屋橋、御堂筋線ホームは一本西の新橋の真下あたりに位置している。実際の心斎橋は、御堂筋の東隣の筋の心斎橋筋（商店街）と長堀通の交点にある。なお、四ツ橋駅と心斎橋の間には、かつて大阪市電の停留所が四ツ橋・佐野屋橋・心斎橋と3つ設けられていた。

### トイレ
トイレは北・南改札内にある。

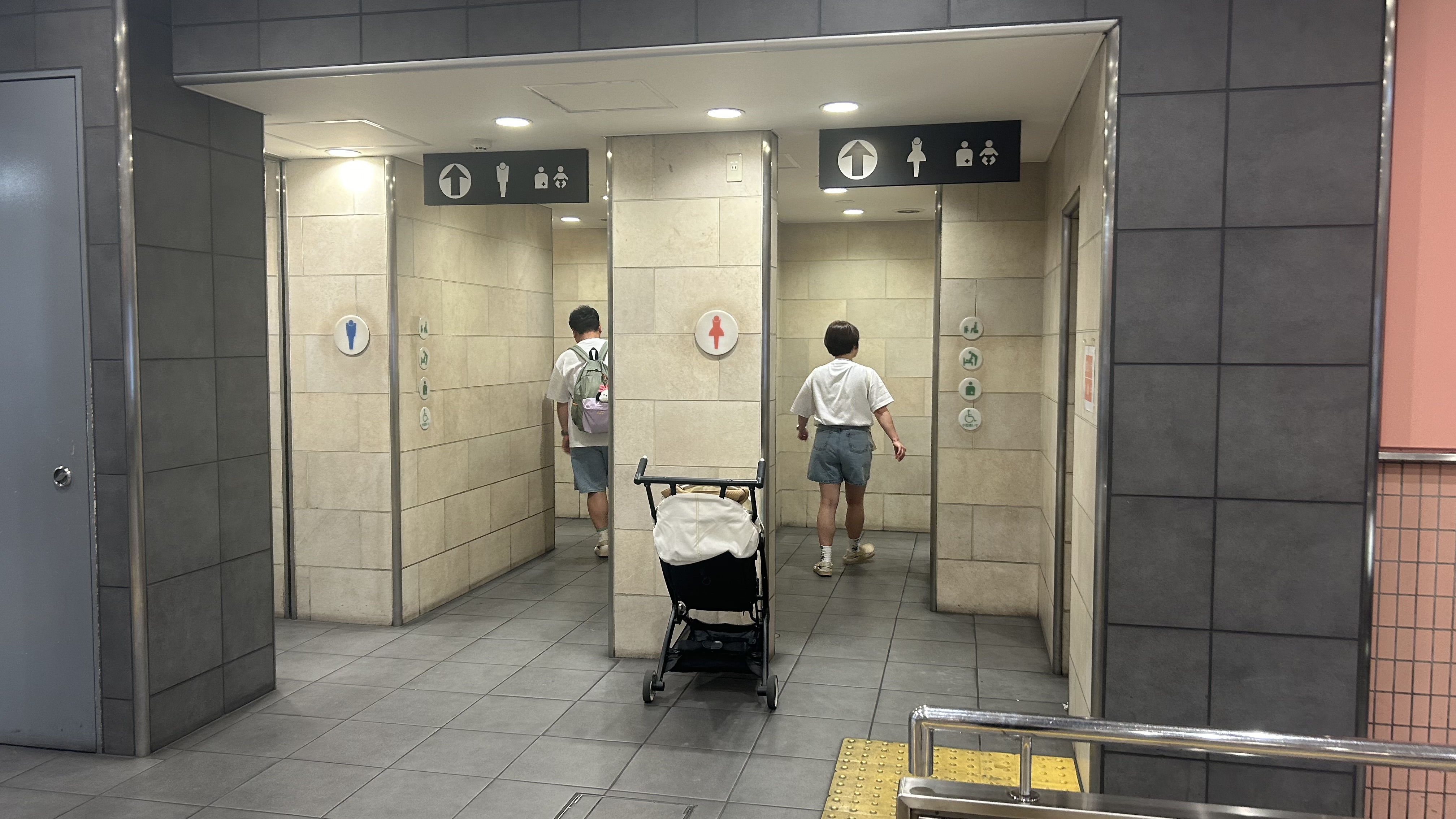
北改札内トイレ
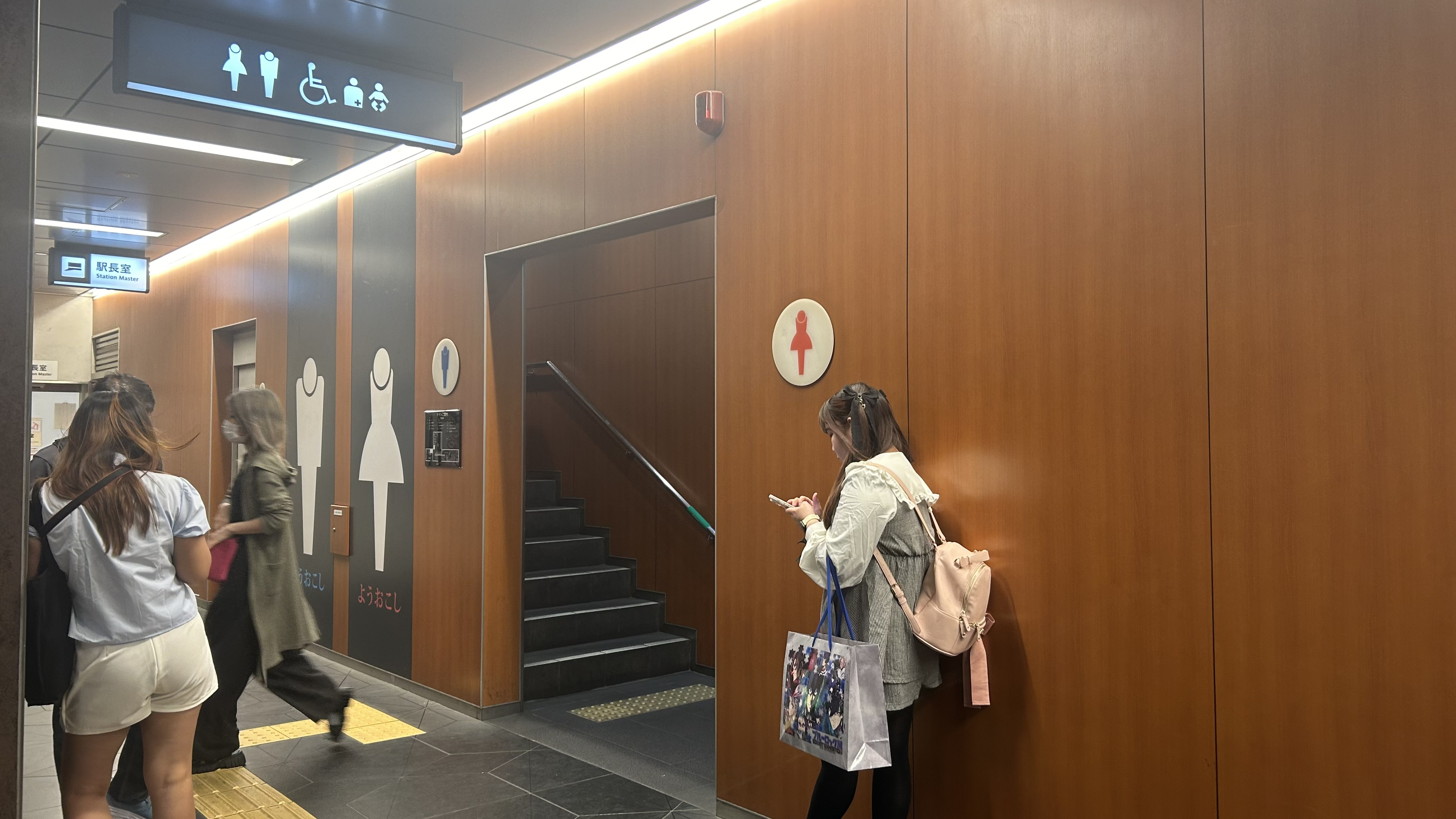
南改札内トイレ

### 出口
| 出口番号 | 出口周辺                                     | 接続改札 | 最寄り路線              | 備考                |
| -------- | -------------------------------------------- | -------- | ----------------------- | ------------------- |
| 1        | 心斎橋プラザビル連絡通路                     | 北改札   | 御堂筋線 長堀鶴見緑地線 | 2026年3月末まで閉鎖 |
| 2        | クリスタ長堀                                 | 北改札   | 御堂筋線 長堀鶴見緑地線 |                     |
| 3        | 心斎橋東急ビル連絡通路                       | 北改札   | 御堂筋線 長堀鶴見緑地線 |                     |
| 4A       |                                              | 南改札   | 御堂筋線                |                     |
| 4B       | シティバスのりば                             | 南改札   | 御堂筋線                |                     |
| 5        |                                              | 南改札   | 御堂筋線                |                     |
| 6        |                                              | 南改札   | 御堂筋線                |                     |
| 7        | 心斎橋OPA連絡通路・御堂筋献血ルームCROSSCAFE | 南改札   | 御堂筋線                |                     |
| 8        | ホテル日航ビル連絡通路                       | 南改札   | 御堂筋線                |                     |

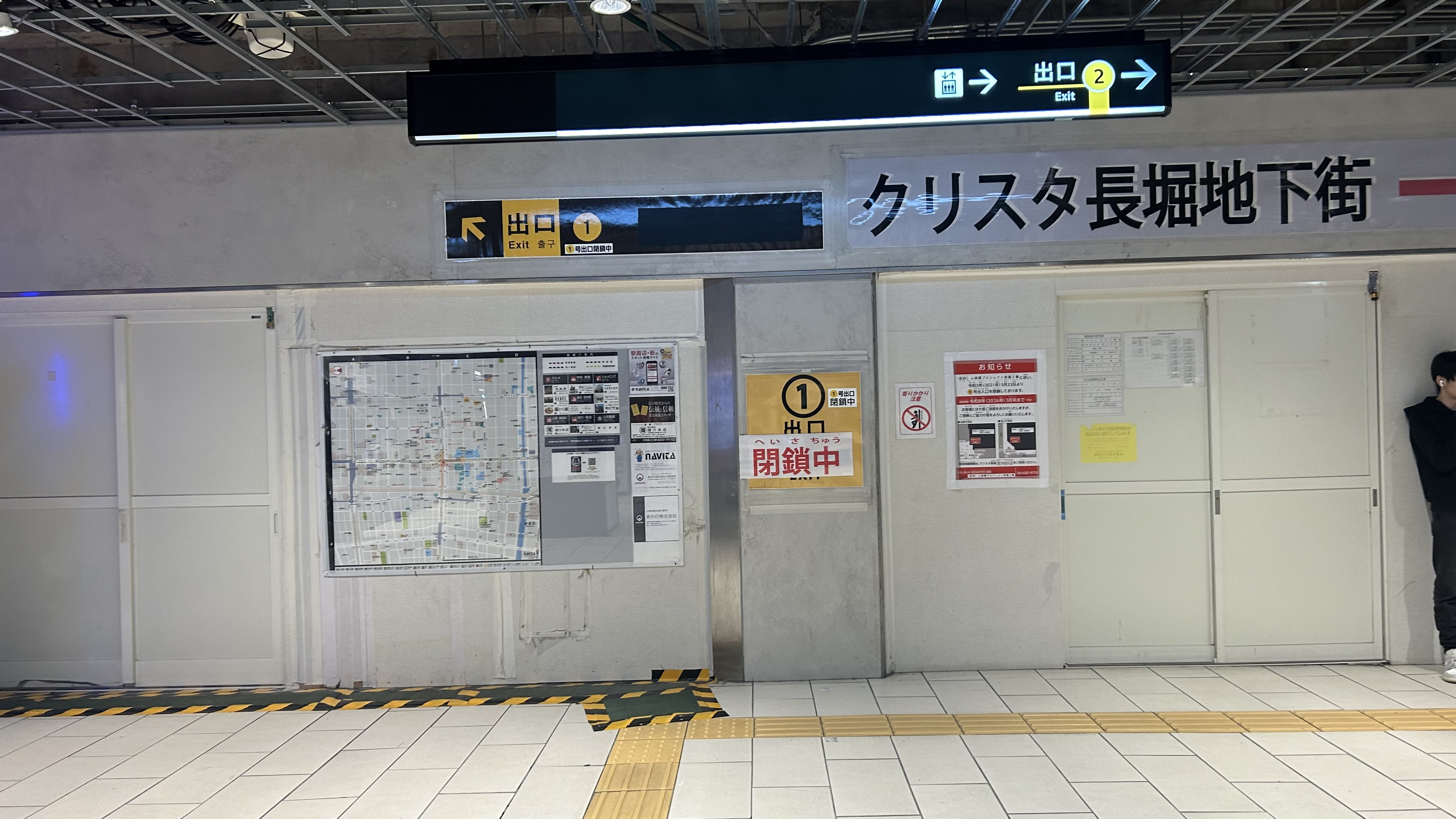
1号出入口 (閉鎖中)
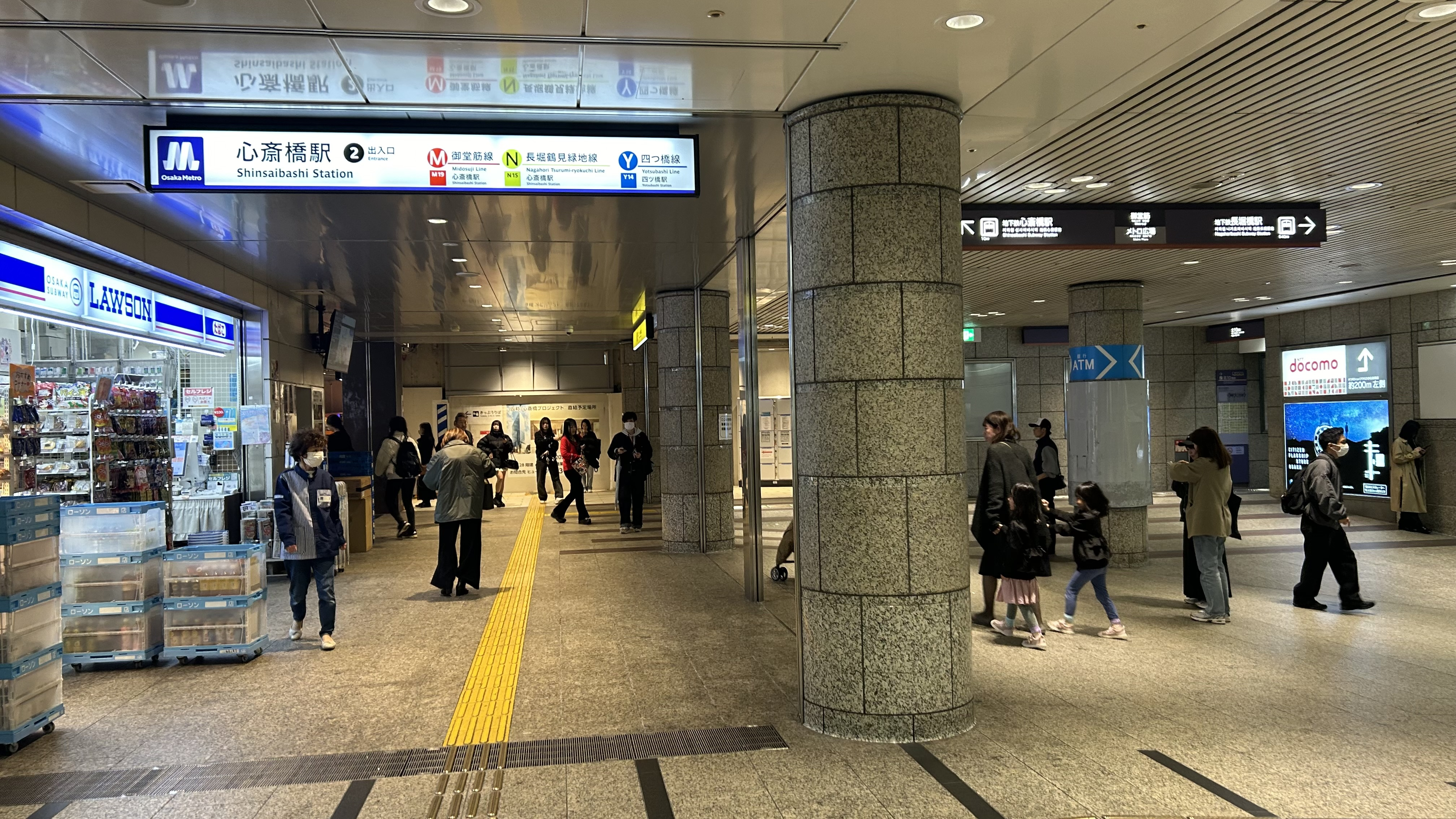
2号出入口
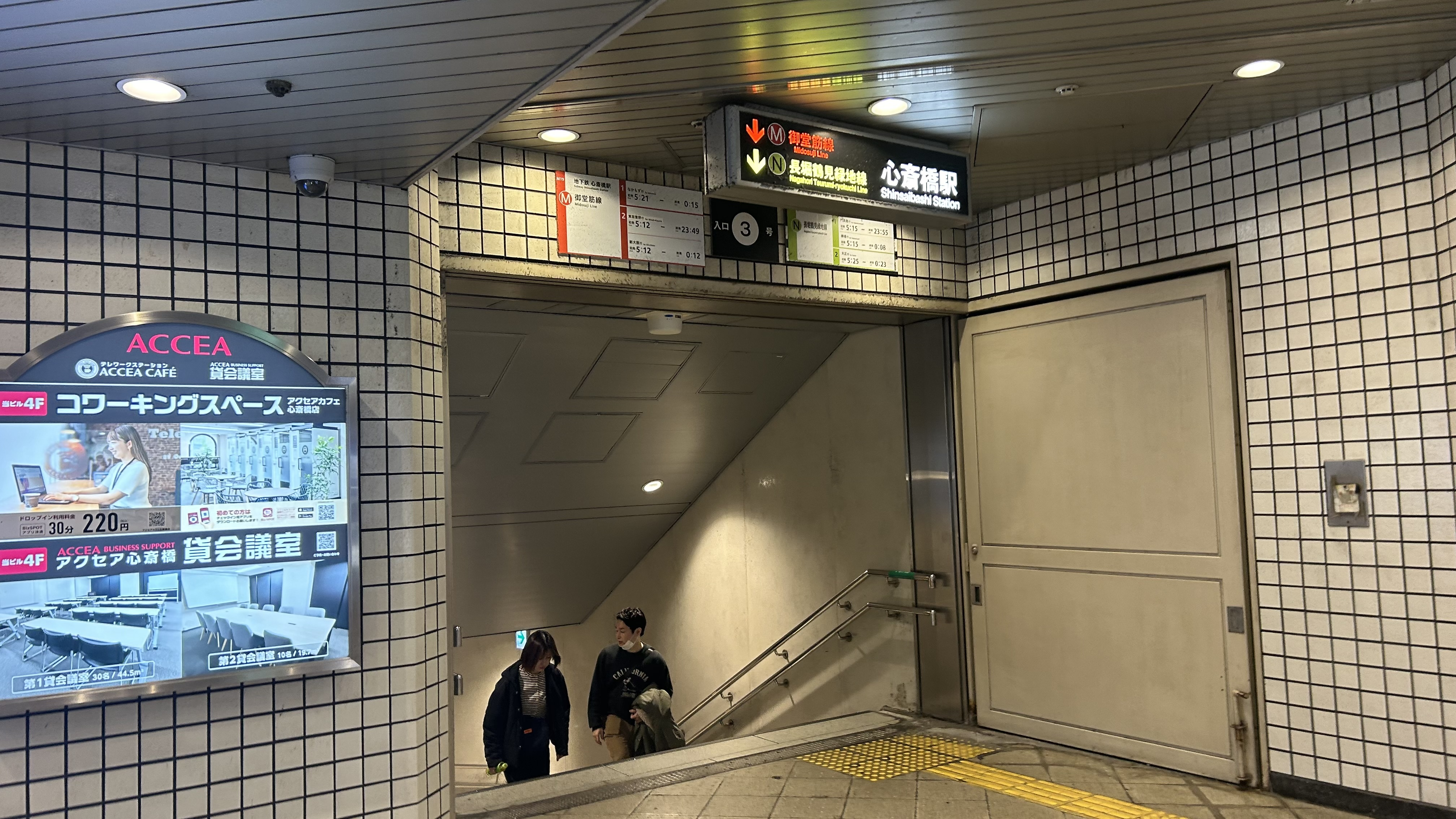
3号出入口
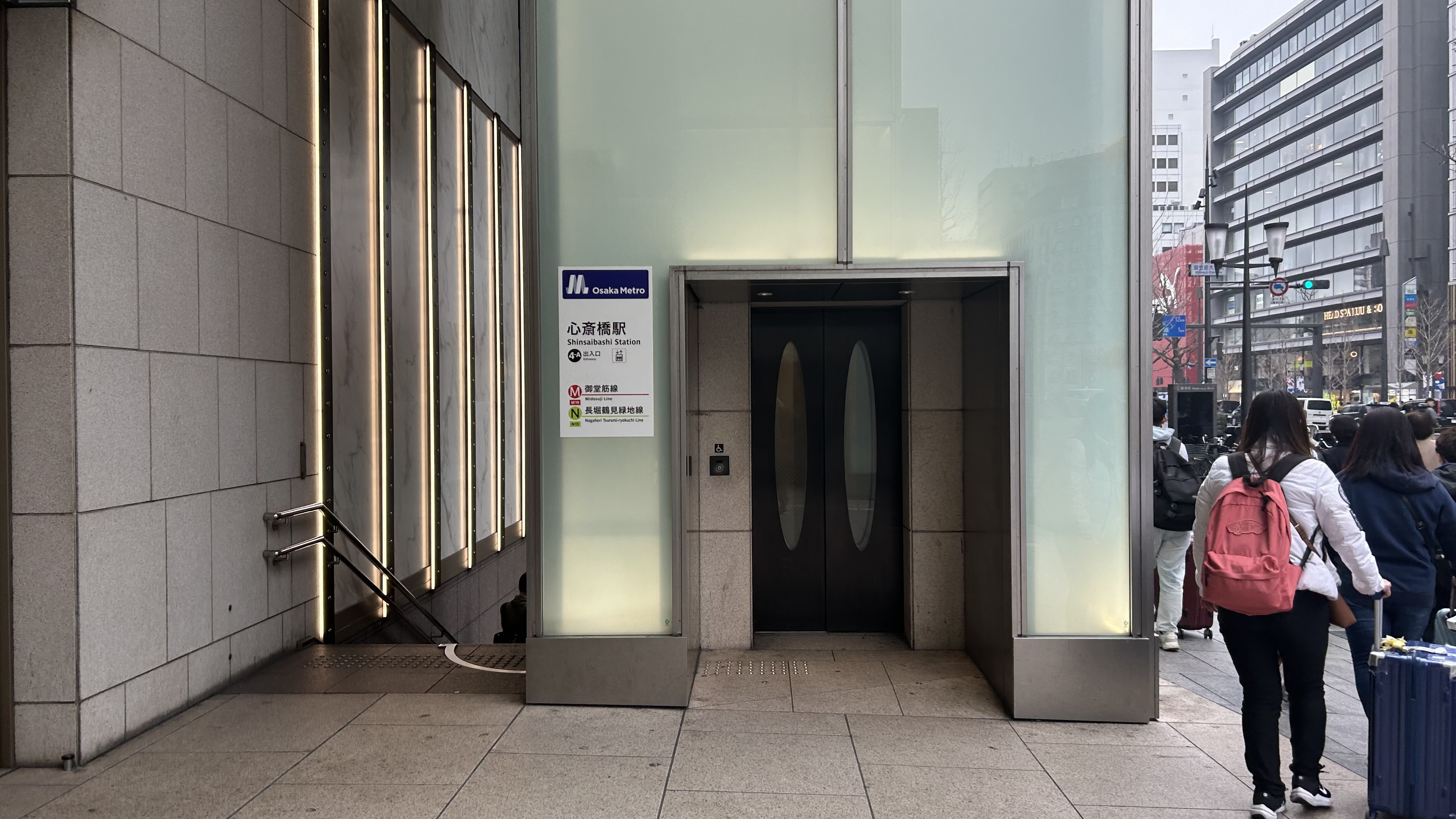
4A出入口
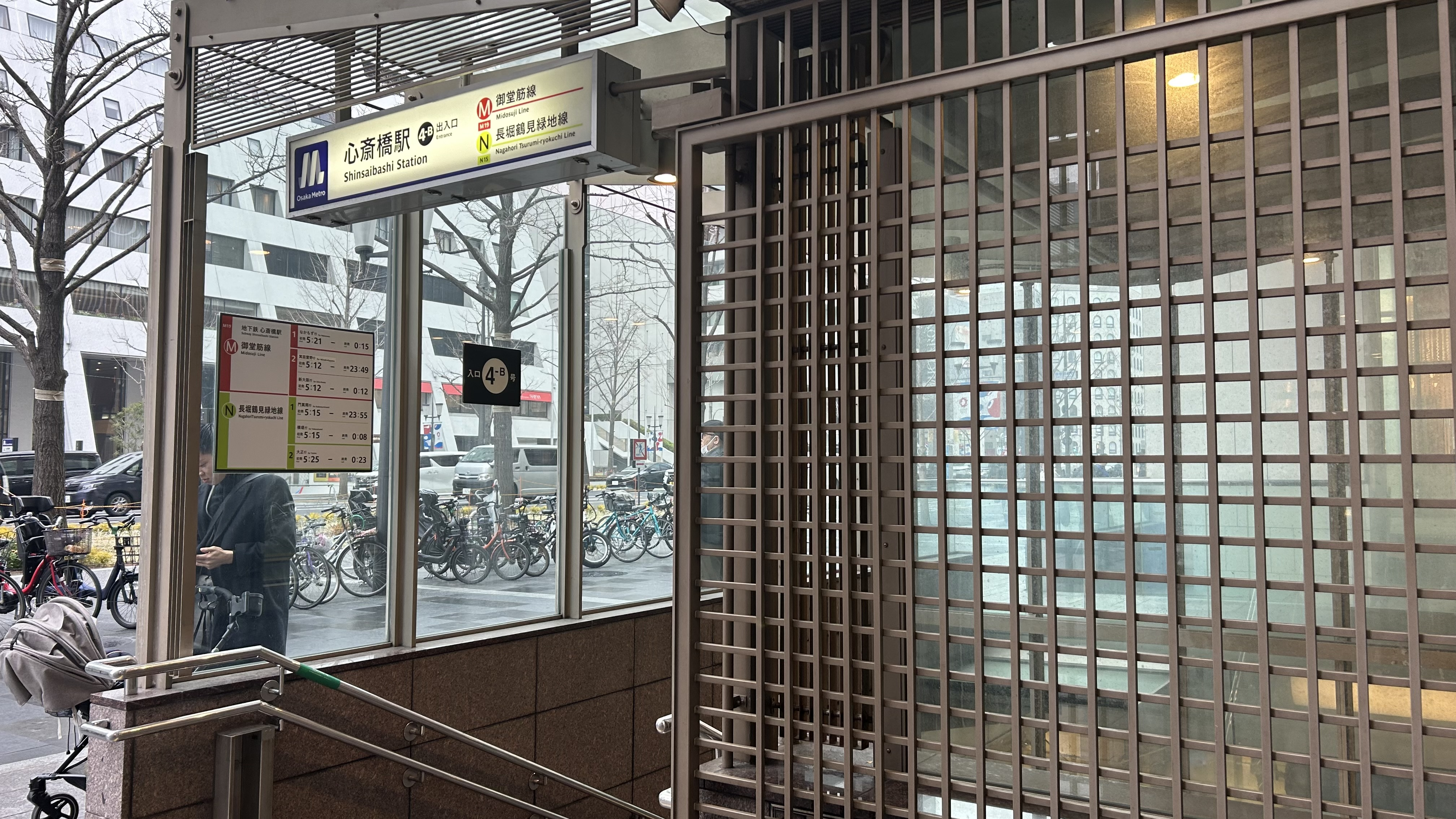
4B出入口
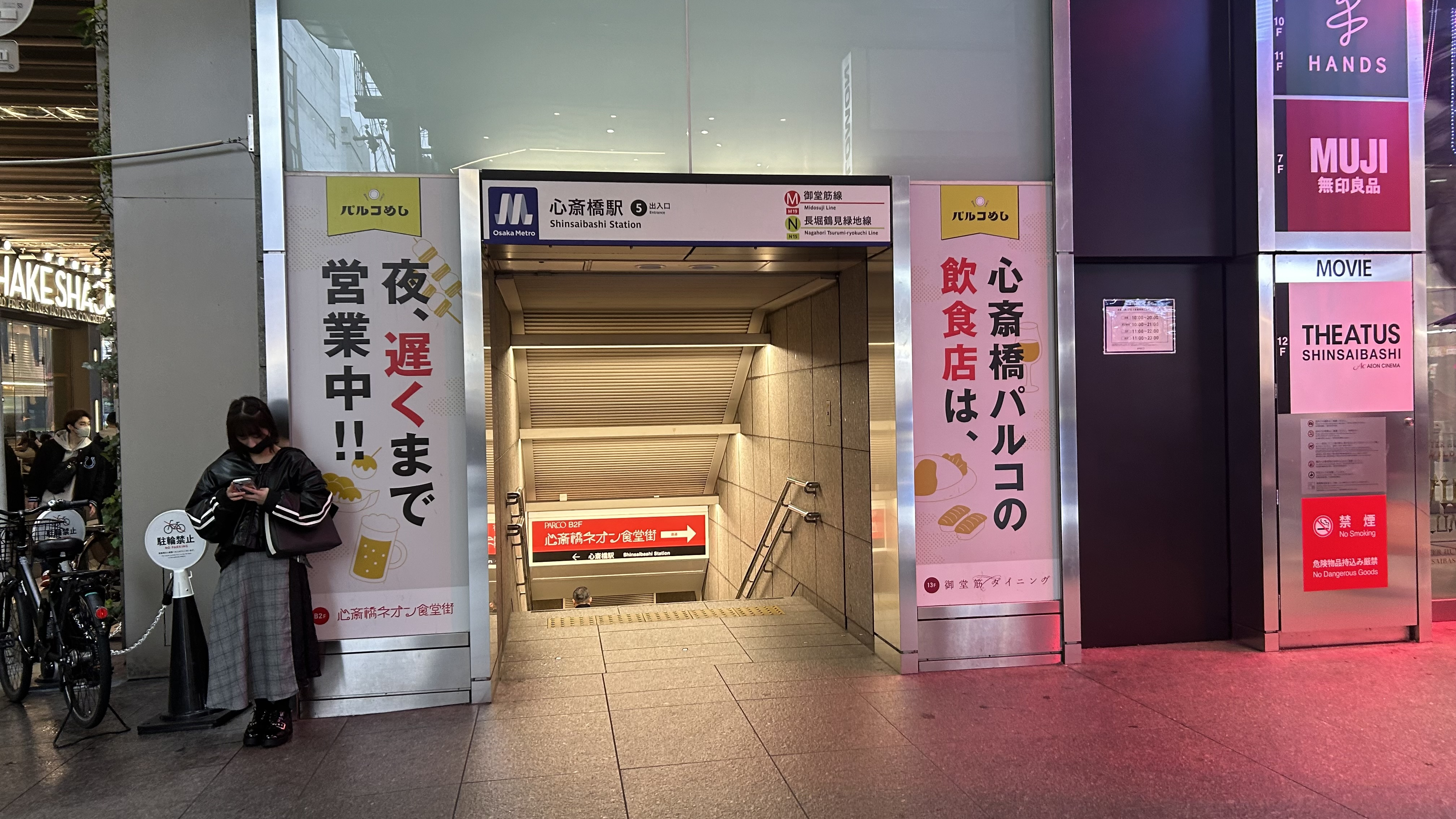
5号出入口
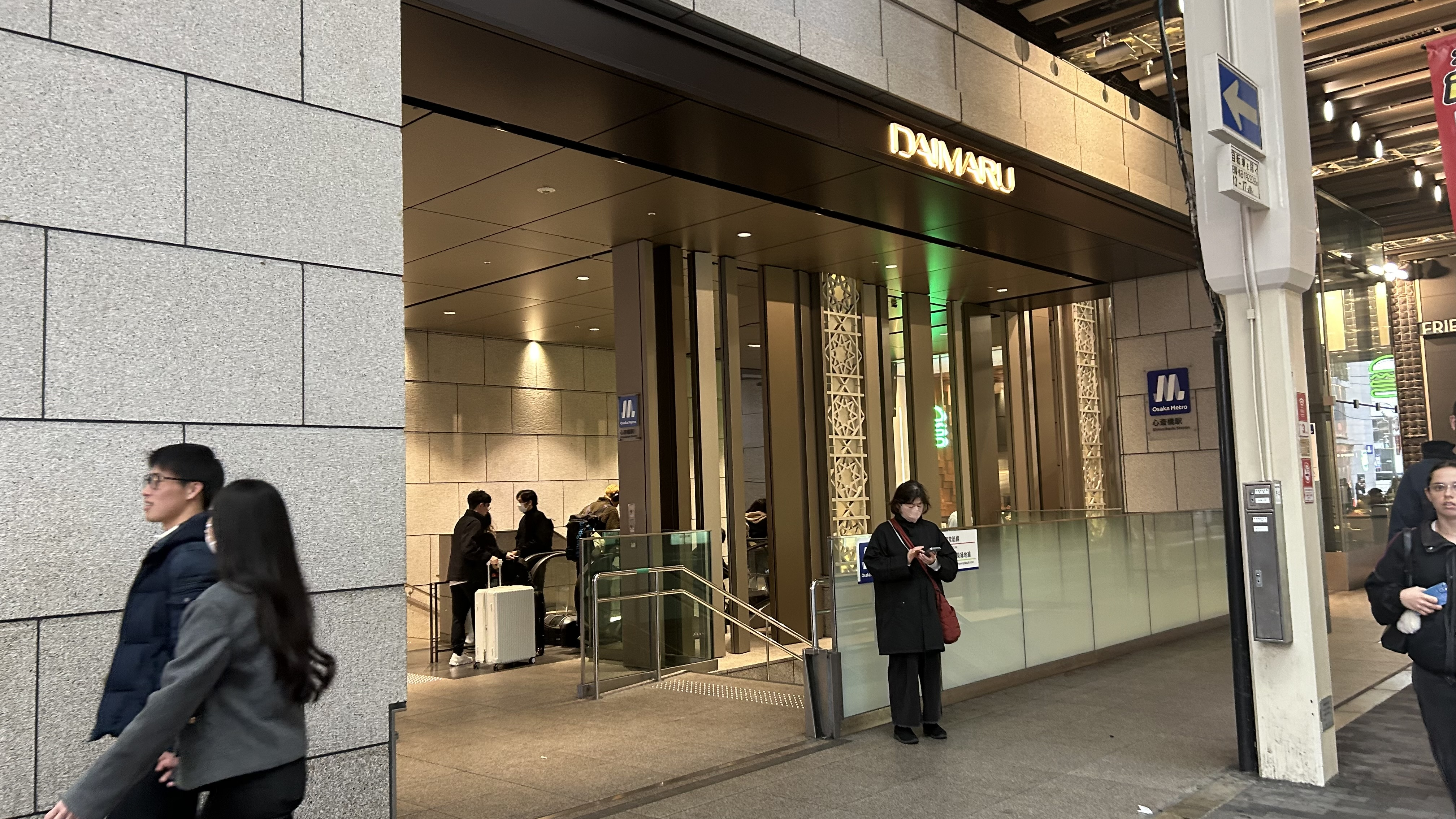
6号出入口
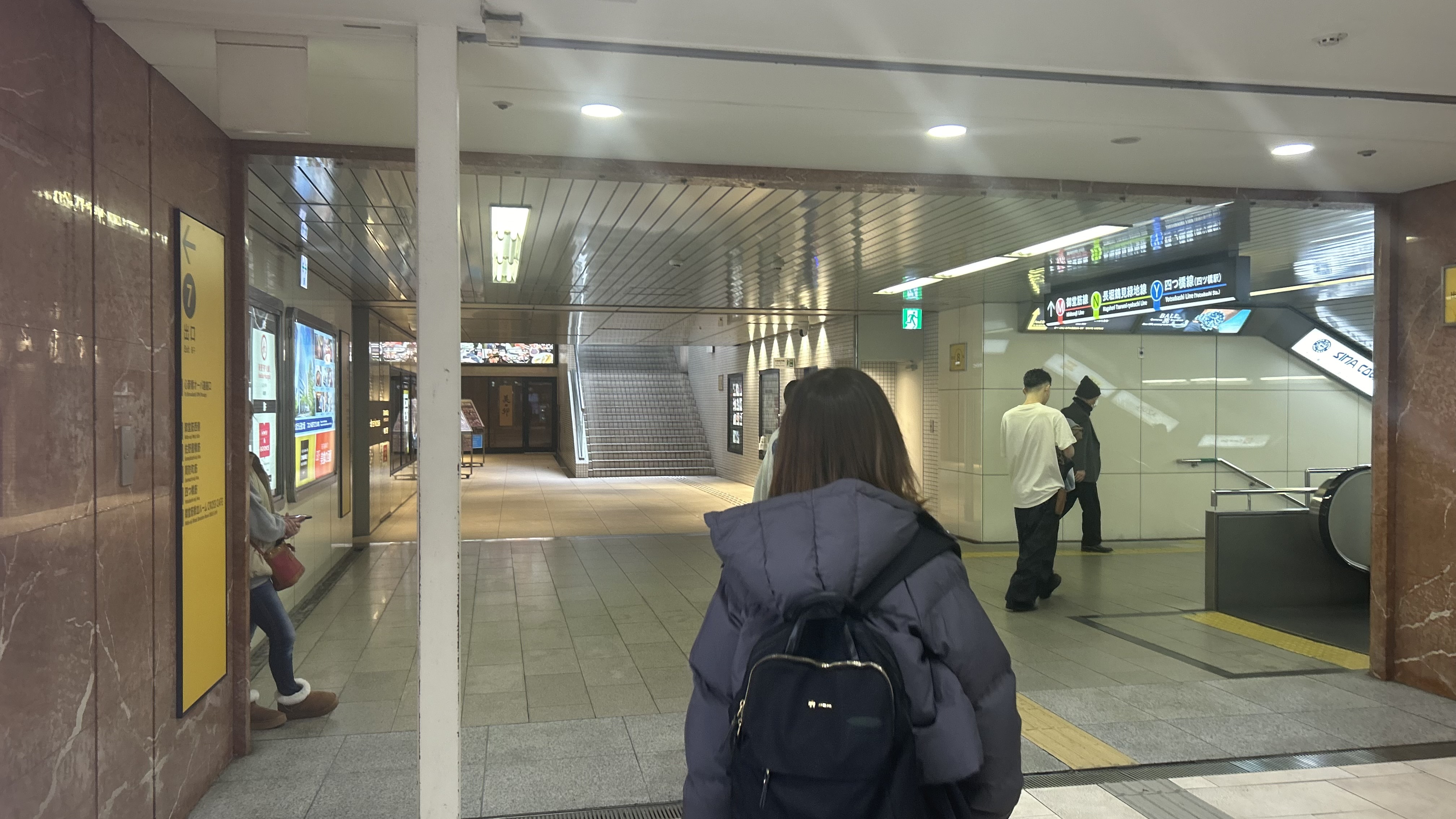
7号出入口
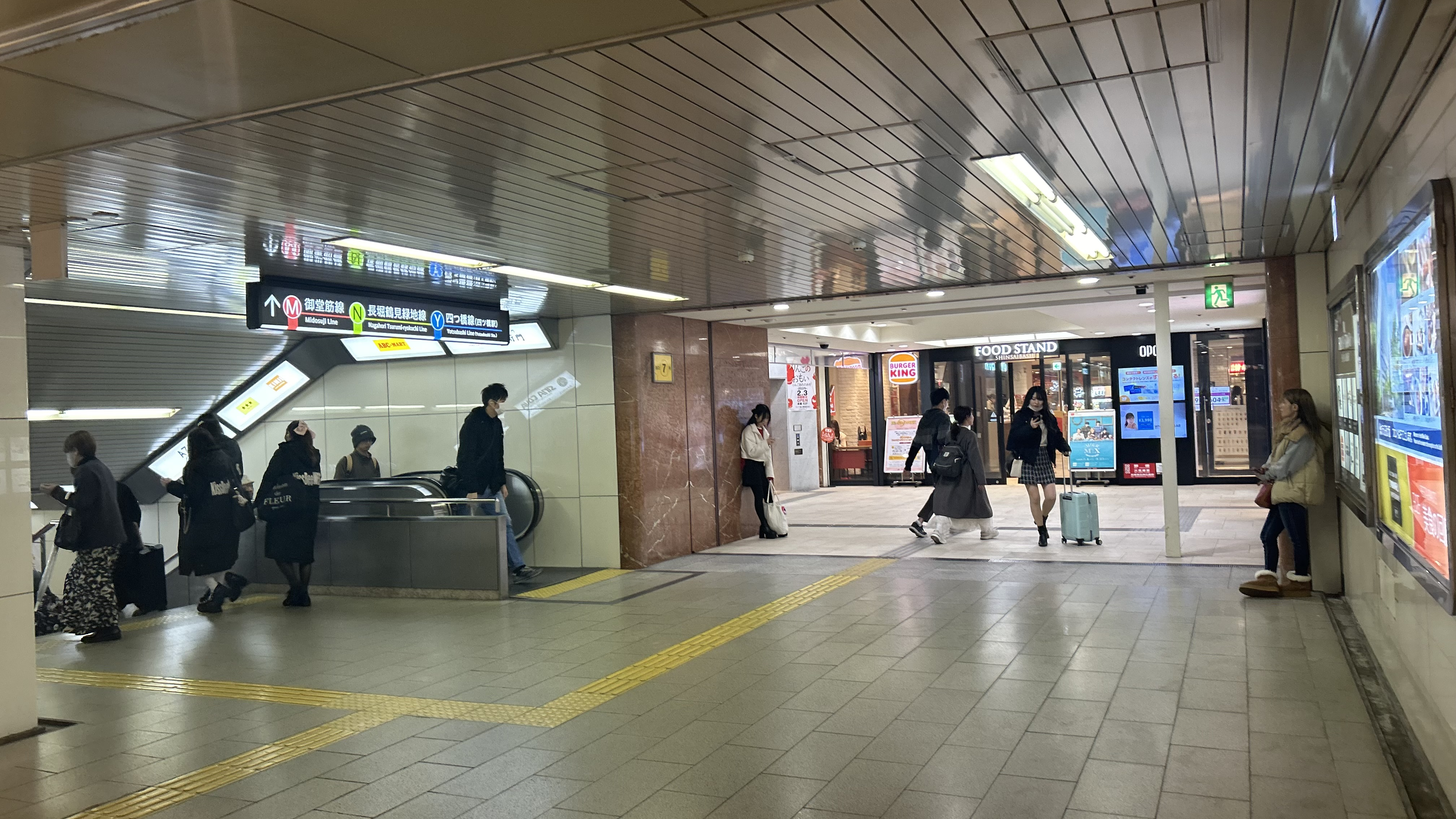
8号出入口

## 利用状況
2024年11月12日の1日乗降人員は180,176人（乗車人員：86,947人、降車人員：93,229人）である。この数値には同一駅の四ツ橋駅も含まれている。
Osaka Metro全107駅中、梅田駅・難波駅・天王寺駅・淀屋橋駅・本町駅に次いで6番目に多い。なお、当駅より多い駅も全て御堂筋線が乗り入れる駅である。長堀鶴見緑地線が乗り入れる駅としては最多である。
各年度の特定日における利用状況は下表の通りである。なお1969・1995年度の記録については、それぞれ1970・1996年に行われた調査である（会計年度上、表中に記載の年度となる）。
1995年度までのデータは御堂筋線のみ。また四ツ橋駅との統合後唯一の路線別データである1998年度については御堂筋線と長堀鶴見緑地線のみの合計としている（路線ごとの数値については後述）。四ツ橋駅の利用状況については当該項目・節を参照。なお、同年度における3路線全ての乗降人員は206,957人（乗車人員：100,853人、降車人員：106,104人）である。
心斎橋駅・四ツ橋駅ともに一貫して乗車人員を降車人員が上回る傾向にある。
| 年度               | 調査日   | 乗車人員 | 降車人員 | 乗降人員 | 出典          | 出典          |
| 年度               | 調査日   | 乗車人員 | 降車人員 | 乗降人員 | メトロ        | 大阪府        |
| ------------------ | -------- | -------- | -------- | -------- | ------------- | ------------- |
| 1966年（昭和41年） | 11月08日 | 67,053   | 73,389   | 140,442  |               | [ 大阪府 1 ]  |
| 1967年（昭和42年） | 11月14日 | 68,315   | 77,098   | 145,413  |               | [ 大阪府 2 ]  |
| 1968年（昭和43年） | 11月12日 | 67,271   | 78,494   | 145,765  |               | [ 大阪府 3 ]  |
| 1969年（昭和44年） | 01月27日 | 64,549   | 75,401   | 139,950  |               | [ 大阪府 4 ]  |
| 1970年（昭和45年） | 11月06日 | 76,931   | 87,093   | 164,024  |               | [ 大阪府 5 ]  |
| 1972年（昭和47年） | 11月14日 | 66,379   | 73,583   | 139,962  |               | [ 大阪府 6 ]  |
| 1975年（昭和50年） | 11月07日 | 69,674   | 77,146   | 146,820  |               | [ 大阪府 7 ]  |
| 1977年（昭和52年） | 11月18日 | 68,932   | 77,508   | 146,440  |               | [ 大阪府 8 ]  |
| 1981年（昭和56年） | 11月10日 | 74,049   | 79,550   | 153,599  |               | [ 大阪府 9 ]  |
| 1985年（昭和60年） | 11月12日 | 68,991   | 73,466   | 142,457  |               | [ 大阪府 10 ] |
| 1987年（昭和62年） | 11月10日 | 84,063   | 89,660   | 173,723  |               | [ 大阪府 11 ] |
| 1990年（平成02年） | 11月06日 | 86,447   | 91,013   | 177,460  |               | [ 大阪府 12 ] |
| 1995年（平成07年） | 02月15日 | 78,639   | 90,474   | 169,113  |               | [ 大阪府 13 ] |
| 1998年（平成10年） | 11月10日 | 84,065   | 85,973   | 170,038  |               | [ 大阪府 14 ] |
| 2007年（平成19年） | 11月13日 | 97,191   | 102,842  | 200,033  |               | [ 大阪府 15 ] |
| 2008年（平成20年） | 11月11日 | 95,244   | 100,110  | 195,344  |               | [ 大阪府 16 ] |
| 2009年（平成21年） | 11月10日 | 88,940   | 91,636   | 180,576  |               | [ 大阪府 17 ] |
| 2010年（平成22年） | 11月09日 | 86,703   | 91,292   | 177,995  |               | [ 大阪府 18 ] |
| 2011年（平成23年） | 11月08日 | 82,209   | 87,169   | 169,378  |               | [ 大阪府 19 ] |
| 2012年（平成24年） | 11月13日 | 85,391   | 89,692   | 175,083  |               | [ 大阪府 20 ] |
| 2013年（平成25年） | 11月19日 | 85,086   | 89,772   | 174,858  | [ メトロ 1 ]  | [ 大阪府 21 ] |
| 2014年（平成26年） | 11月11日 | 85,890   | 91,692   | 177,582  | [ メトロ 2 ]  | [ 大阪府 22 ] |
| 2015年（平成27年） | 11月17日 | 90,897   | 95,081   | 185,978  | [ メトロ 3 ]  | [ 大阪府 23 ] |
| 2016年（平成28年） | 11月08日 | 85,191   | 89,908   | 175,099  | [ メトロ 4 ]  | [ 大阪府 24 ] |
| 2017年（平成29年） | 11月14日 | 86,003   | 94,180   | 180,183  | [ メトロ 5 ]  | [ 大阪府 25 ] |
| 2018年（平成30年） | 11月13日 | 87,060   | 93,471   | 180,531  | [ メトロ 6 ]  | [ 大阪府 26 ] |
| 2019年（令和元年） | 11月12日 | 90,141   | 97,217   | 187,358  | [ メトロ 7 ]  | [ 大阪府 27 ] |
| 2020年（令和02年） | 11月10日 | 67,203   | 71,698   | 138,901  | [ メトロ 8 ]  | [ 大阪府 28 ] |
| 2021年（令和03年） | 11月16日 | 69,004   | 73,339   | 142,343  | [ メトロ 9 ]  | [ 大阪府 29 ] |
| 2022年（令和04年） | 11月15日 | 75,515   | 81,061   | 156,576  | [ メトロ 10 ] | [ 大阪府 30 ] |
| 2023年（令和05年） | 11月07日 | 81,759   | 87,246   | 169,005  | [ メトロ 11 ] | [ 大阪府 31 ] |
| 2024年（令和06年） | 11月12日 | 86,947   | 93,229   | 180,176  | [ メトロ 12 ] |               |

### 1998年度の路線別データ
大阪市営地下鉄（現・Osaka Metro）ではかつて複数の地下鉄路線が連絡する駅について路線ごとの乗車人員・降車人員を発表していたが、長堀鶴見緑地線の京橋駅〜心斎橋駅間延伸が行われてから採集された路線別データは1998年度の分のみとなっている。
近隣の駅と同様、御堂筋線側に利用者が集中しているため、長堀鶴見緑地線側の利用者は多くはない。同線のみの数値は京橋駅・今福鶴見駅に次ぐ3位であり、また長堀橋駅との差も比較的小さい。
| 年度               | 調査日   | 御堂筋線 | 御堂筋線 | 御堂筋線 | 長堀鶴見緑地線 | 長堀鶴見緑地線 | 長堀鶴見緑地線 | 出典          |
| 年度               | 調査日   | 乗車人員 | 降車人員 | 乗降人員 | 乗車人員       | 降車人員       | 乗降人員       | 出典          |
| ------------------ | -------- | -------- | -------- | -------- | -------------- | -------------- | -------------- | ------------- |
| 1998年（平成10年） | 11月10日 | 76,694   | 76,412   | 153,106  | 7,371          | 9,561          | 16,932         | [ 大阪府 14 ] |

## 駅周辺
商業施設
駅周辺は高級ブティック（エルメス、ルイ・ヴィトン、カルティエなど）が点在している。
- 心斎橋筋商店街
  - ユニクロ
  - ジーユー
  - 三木楽器
  - ディズニーストア
  - サンリオギャラリー
  - 銀装 心斎橋本店
  - 不二家レストラン
- 心斎橋パルコ（2代目、旧・そごう心斎橋本店→大丸心斎橋店北館 初代は現在のZERO GATEの場所にあった）
- ハンズ 心斎橋店
- 大丸 心斎橋店
  - 本館
  - 南館
- 心斎橋ZERO GATE (H&M)
- ラ・ポルト心斎橋
- クリスタ長堀
- GAPストア 心斎橋店
- カメラのナニワ 心斎橋本店
- 心斎橋OPA
- アメリカ村
  - ビッグステップ
  - エミュリボン
- パラブーツ大阪店
- ロイドフットウェア大阪店

ホテル
- ホテル日航大阪
- ホテルヴィラフォンテーヌ 心斎橋
- ホテルマイステイズ 心斎橋
- ホテルトラスティ 心斎橋
- 西鉄イン 心斎橋

学校
- 大阪市立南小学校
- ヴェールルージュ美容専門学校
- 大阪バイオメディカル専門学校
- ミキヤヘアメイクカレッジ
- HIUCハイスクール 大阪校

その他
- 御津宮
- 三津寺
- 神戸生絲 本社
- 関西みらい銀行 心斎橋営業部
- 静岡銀行 大阪支店
- 大阪南船場郵便局
- 大阪心斎橋郵便局
- 大阪戎橋郵便局

## バス路線
大阪シティバス（心斎橋筋一丁目停留所・佐野屋橋停留所・心斎橋停留所）
心斎橋筋一丁目
- 8号系統・84号系統・85号系統：なんば

佐野屋橋
- 85号系統：杭全

心斎橋
- 85号系統：なんば/杭全

大阪バス（心斎橋大丸前停留所・心斎橋長堀橋停留所）
心斎橋大丸前
- 1系統（御堂筋線） - 大阪駅

心斎橋長堀橋
- 福知山特急ニュースター号 - 綾部駅

## 備考
- 第1回近畿の駅百選に選定された。
- 2008年に「心斎橋駅舎他、御堂筋線の地下駅群」は土木学会選奨土木遺産に選ばれる[7]。
- 交通カード等の乗車記録は、御堂筋線心斎橋駅側にある東側の北改札・南改札で入出場した場合は心斎橋、四ツ橋駅側にある西側の北改札・中改札・南改札で入出場した場合は長堀鶴見緑地線の心斎橋駅しか利用していない場合であっても四ツ橋と表示される。

## 隣の駅
大阪市高速電気軌道 (Osaka Metro)
 御堂筋線
本町駅 (M18) - 心斎橋駅 (M19) - なんば駅 (M20)
 長堀鶴見緑地線
西大橋駅 (N14) - 心斎橋駅 (N15) - 長堀橋駅 (N16)
- ( ) 内は駅番号を示す。

### 記事本文

### 利用状況
1. ↑  路線別駅別乗降人員 - 大阪市高速電気軌道
2. 1 2  大阪府統計年鑑 - 大阪府
3. ↑  大阪市統計書 - 大阪市

#### 大阪市高速電気軌道
1. ↑  路線別乗降人員 （2013年11月19日（火）交通調査） (PDF)
2. ↑  路線別乗降人員 （2014年11月11日（火）交通調査） (PDF)
3. ↑  路線別乗降人員 （2015年11月17日（火）交通調査） (PDF)
4. ↑  路線別乗降人員 （2016年11月8日（火）交通調査） (PDF)
5. ↑  路線別乗降人員 （2017年11月14日（火）交通調査） (PDF)
6. ↑  路線別乗降人員 （2018年11月13日（火）交通調査） (PDF)
7. ↑  路線別乗降人員 （2019年11月12日（火）交通調査） (PDF)
8. ↑  路線別乗降人員 （2020年11月10日（火）交通調査） (PDF)
9. ↑  路線別乗降人員 （2021年11月16日（火）交通調査） (PDF)
10. ↑  路線別乗降人員 （2022年11月15日（火）交通調査） (PDF)
11. ↑  路線別乗降人員 （2023年11月7日（火）交通調査） (PDF)
12. ↑  路線別乗降人員 （2024年11月12日（火）交通調査） (PDF)

#### 大阪府統計年鑑
1. ↑  大阪府統計年鑑（昭和42年） (PDF)
2. ↑  大阪府統計年鑑（昭和43年） (PDF)
3. ↑  大阪府統計年鑑（昭和44年） (PDF)
4. ↑  大阪府統計年鑑（昭和45年） (PDF)
5. ↑  大阪府統計年鑑（昭和46年） (PDF)
6. ↑  大阪府統計年鑑（昭和48年） (PDF)
7. ↑  大阪府統計年鑑（昭和51年） (PDF)
8. ↑  大阪府統計年鑑（昭和53年） (PDF)
9. ↑  大阪府統計年鑑（昭和57年） (PDF)
10. ↑  大阪府統計年鑑（昭和61年） (PDF)
11. ↑  大阪府統計年鑑（昭和63年） (PDF)
12. ↑  大阪府統計年鑑（平成3年） (PDF)
13. ↑  大阪府統計年鑑（平成8年） (PDF)
14. 1 2  大阪府統計年鑑（平成11年） (PDF)
15. ↑  大阪府統計年鑑（平成20年） (PDF)
16. ↑  大阪府統計年鑑（平成21年） (PDF)
17. ↑  大阪府統計年鑑（平成22年） (PDF)
18. ↑  大阪府統計年鑑（平成23年） (PDF)
19. ↑  大阪府統計年鑑（平成24年） (PDF)
20. ↑  大阪府統計年鑑（平成25年） (PDF)
21. ↑  大阪府統計年鑑（平成26年） (PDF)
22. ↑  大阪府統計年鑑（平成27年） (PDF)
23. ↑  大阪府統計年鑑（平成28年） (PDF)
24. ↑  大阪府統計年鑑（平成29年） (PDF)
25. ↑  大阪府統計年鑑（平成30年） (PDF)
26. ↑  大阪府統計年鑑（令和元年） (PDF)
27. ↑  大阪府統計年鑑（令和2年） (PDF)
28. ↑  大阪府統計年鑑（令和3年） (PDF)
29. ↑  大阪府統計年鑑（令和4年） (PDF)
30. ↑  大阪府統計年鑑（令和5年） (PDF)
31. ↑  大阪府統計年鑑（令和6年） (PDF)